# Böyük Həmyə
Böyük Həmyə è un comune dell'Azerbaigian situato nel distretto di Siyəzən.